# Oligochlora eickworti
Oligochlora eickworti — викопний вид перетинчастокрилих комах родини галіктид (Halictidae). Вид описаний із зразка, що був виявлений у кусочку бурштину, який видобули у шахтах Домініканської республіки. Голотип  зберігається у приватній колекції Етторе Мороне в Турині, Італія. Це є самиця, завдовжки 7,6 мм, що попала у смоляну пастку на початку міоцену. 
Вид названий на честь доктора Джорджа Ейкворта, вченого, що спеціалізується на систематиці галиктід.